# Silver Lode
Silver Lode (bra: Homens Indomáveis; prt: Falsa Justiça) é um filme estadunidense de 1954, do gênero bangue-bangue, dirigido por Allan Dwan e estrelado por John Payne, Lizabeth Scott e Dan Duryea.

## Elenco
- John Payne ...Dan Ballard
- Lizabeth Scott ...Rose Evans
- Dan Duryea ...Fred McCarty
- Dolores Moran ...Dolly
- Emile Meyer ... xerife Wooley
- Robert Warwick ...juiz Cranston
- John Hudson ....Michael 'Mitch' Evans
- Harry Carey Jr. ...Johnson
- Alan Hale Jr. ...Kirk
- Stuart Whitman ....Wickers
- Frank Sully ... Paul Herbert, telegrafista
- Morris Ankrum ...Zachary Evans
- Hugh Sanders ...reverendo Field
- Florence Auer ...sra. Elmwood
- Roy Gordon ...dr. Elmwood